# Anochilia picipes
Anochilia picipes är en skalbaggsart som beskrevs av Ernst Gustav Kraatz 1895. Anochilia picipes ingår i släktet Anochilia och familjen Cetoniidae. Inga underarter finns listade i Catalogue of Life.